# Stazione di Scerne di Pineto
Stazione di Scerne di Pineto vasútállomás Olaszországban, Pineto község Scerne frazionéjáben.

## Vasútvonalak
Az állomást az alábbi vasútvonalak érintik:
- Ancona–Lecce-vasútvonal

## Kapcsolódó állomások
A vasútállomáshoz az alábbi állomások vannak a legközelebb:
- Stazione di Roseto degli Abruzzi
- Stazione di Pineto-Atri